# Лобас, Владимир Демидович
Владимир Демидович Лобас (укр. Володимир Демидович Лобас; род. 6 марта 1970, Киев) — советский и украинский футболист и тренер, играл на позиции полузащитника и нападающего.

## Карьера
Профессиональную карьеру начинал в киевском «Динамо» в 1987 году. В 1988 году провёл за клуб 1 матч Кубка Федерации, в следующем сезоне 2 матча этого турнира. В 1990 году перешёл в «Динамо» из города Белая Церковь, за которую провёл 34 матча и забил 3 гола. Далее попал в заявку харьковского «Металлиста», однако за клуб не играл, вскоре перебрался в «Авангард» из Ровно. После распада СССР перешёл в «Динамо-2» из Киева. Далее выступал за тернопольскую «Ниву», проведя в клубе 2,5 сезона перешёл в «ЦСКА-Борисфен». В 1996 году перебрался в российскую «Жемчужину», за которую в чемпионате России дебютировал 11 марта того года в домашнем матче 2-го тура против московского «Динамо». Сезон доигрывал в камышинской «Энергии». С 1997 по 2003 годы играл в греческих клубах низших дивизионов. С 2014 по 2015 годы возглавлял грузинский клуб «Мерани» из Мартвили.

## Личная жизнь
Со своей будущей женой Марией, дочерью известного биатлониста Ивана Бякова был знаком с детства. Когда Марии исполнилось 18 лет они поженились. Вскоре у него родилась дочка Анна, через четыре года родился сын Артур. Жена и двое его детей разбились 17 декабря 1997 года в авиакатастрофе около греческого города Салоники.